# Pierre Lelong
Pierre Lelong  (Paris, 14 de março de 1912 – 12 de outubro de 2011) foi um matemático francês, que introduziu a equação de Poincaré–Lelong, o número de Lelong e o conceito de função plurisubharmônica.
Lelong obteve um doutorado em 1941 na Escola Normal Superior de Paris, orientado por Paul Montel, com a tese Sur quelques problèmes de la théorie des fonctions de deux variables complexes. Em 5 de junho de 1981 Lelong recebeu um doutorado honorário da Faculdade de Matemática da Universidade de Uppsala, Suécia. Foi membro da Académie des Sciences.
Casou com a matemática Jacqueline Lelong-Ferrand em 1947; separaram-se em 1977.